# Habitatge al carrer de la Font, 12 (Canet de Mar)
L'Habitatge al carrer de la Font, 12 és un edifici de Canet de Mar (Maresme) protegit com a Bé Cultural d'Interès Local.

## Descripció
Es tracta d'un edifici entre mitgeres de planta baixa i dos pisos. A la planta baixa hi ha la porta i una gran finestra. Al primer pis hi ha un balcó corregut amb dues portes balconeres i al segon hi ha dos balcons independents més petits. Els balcons tenen baranes de ferro. Totes les obertures estan emmarcades amb pedra.